# 科爾伯恩 (愛達荷州)
科爾伯恩（英語：Colburn）是位於美國愛達荷州邦納縣的一個非建制地區。

## 地理
科爾伯恩的座標為48°23′50″N 116°32′07″W / 48.39722°N 116.53528°W，而該地的平均海拔高度為662米（即2172英尺）。